# ری اورانژی
شهر ری اورانژی (به فرانسوی: Ris-Orangis) در شهرستان اسون در ناحیه ایل-دو-فرانس با جمعیت ۲۶٬۶۲۰ نفر در کشور فرانسه واقع شده‌است